# Campeonato Tocantinense de Futebol de 2018
O Campeonato Tocantinense de Futebol de 2018 foi a 26ª edição da principal competição de futebol do estado de Tocantins. O campeonato teve início no dia 31 de março de 2018 e e terminou dia 20 de junho.

## Regulamento
O Campeonato Tocantinense de Futebol de 2018 será disputado em duas fases:
- a) 1ª Fase – Classificatória
- b) 2ª Fase – Fase Final

Na primeira fase, Classificatória, as oito equipes jogam entre si em turno e returno. Os quatro primeiros avançam às semifinais, e a pior, é rebaixada para a Segunda Divisão. 
Na semifinal e final, disputadas em duelos de ida e volta, havendo empate em pontos e saldo de gols, será dado dois tempos de 15 minutos (prorrogação) e persistindo o empate, a decisão irá para os pênaltis, o campeão disputará a Copa do Brasil de 2019, Série D de 2019 e Copa Verde de 2019.O vice-campeão disputa apenas Série D de 2019 e Copa Verde de 2019.

### Critério de desempate
Os critério de desempate foram aplicados na seguinte ordem:
1. Maior número de vitórias
2. Maior saldo de gols
3. Maior número de gols pró (marcados)
4. Confronto direto (somente entre dois clubes)
5. Sorteio

## Equipes Participantes

### Equipe Desistente
- No dia 28 de março, a apenas quatro dias da estreia do clube no campeonato, o Tocantins  de Miracema anunciou sua desistência do campeonato, alegando falta de apoio para a disputa da competição, assim deixando o campeonato com apenas 7 clubes. Consequentemente o clube foi suspenso por 2 anos de disputar torneios realizados pela Federação Tocantinense de Futebol.